# Віраж (елемент дороги)

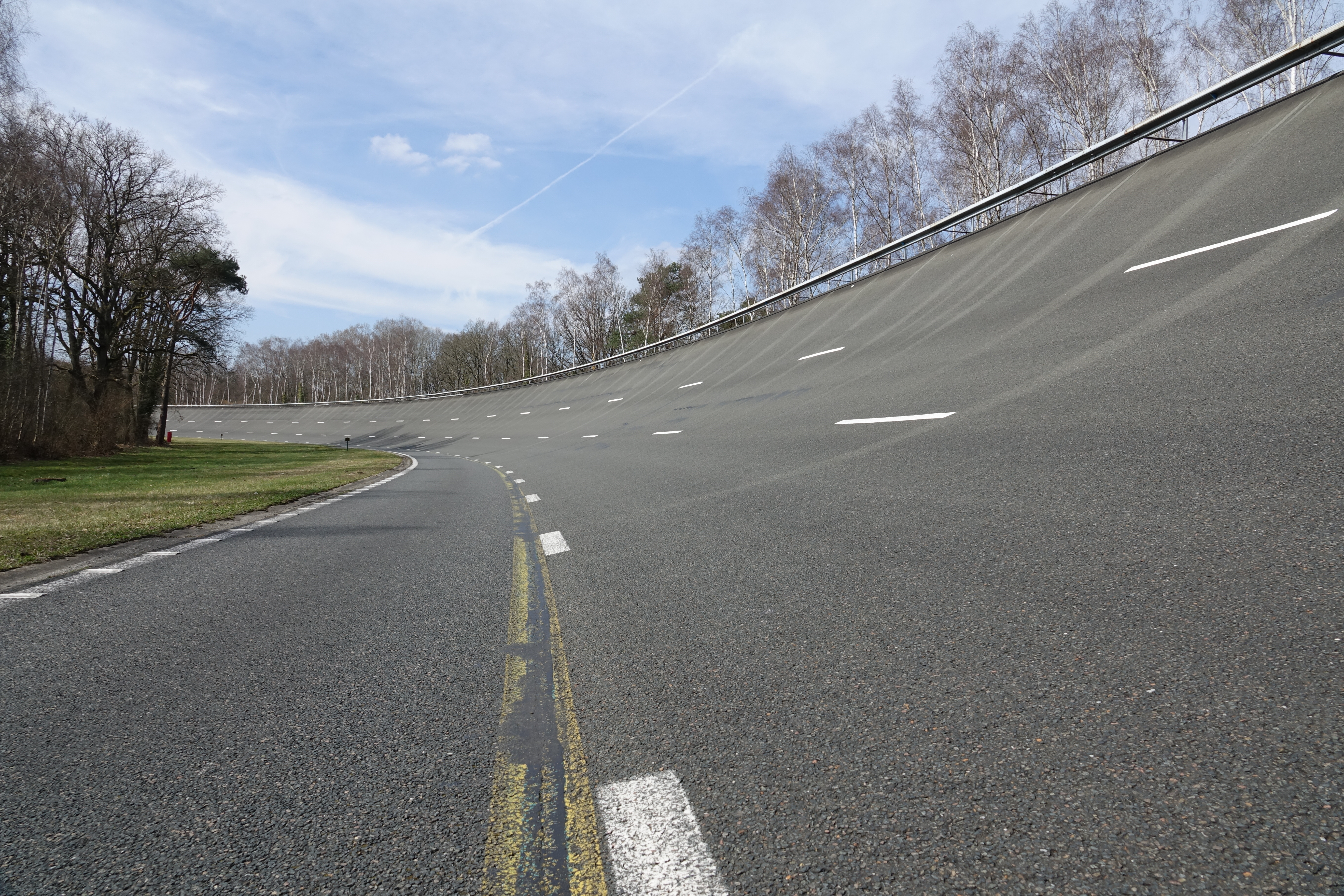
Віраж на гоночній трасі (Мортефонтен, Франція)

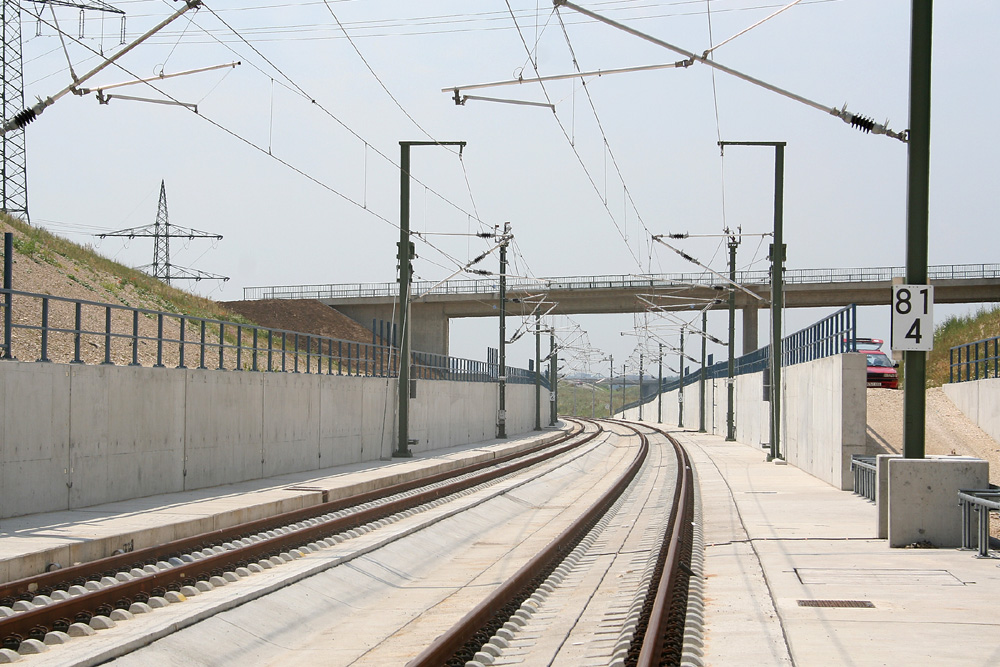
Віраж на залізничній колії

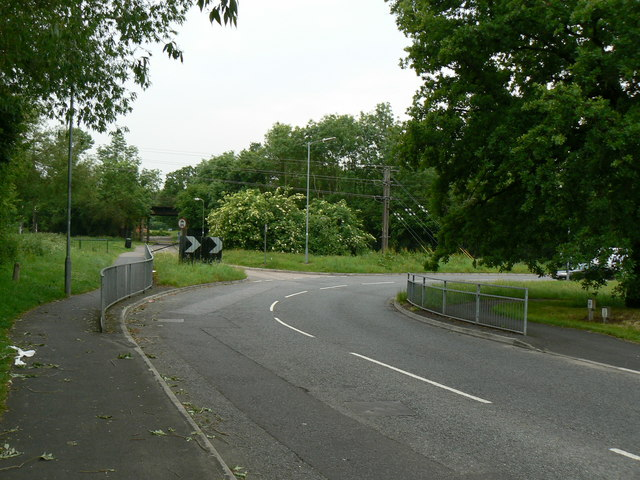
Віраж на автомобільній дорозі. Ліва проїзна частина нахилена до центру дороги

Віраж — односхилий поперечний профіль проїзної частини дороги або колії, що влаштовується в межах кривої в плані з похилом до її центра. Віражі на спеціалізованих трасах для автомобільних перегонів називають «бенкінг».
Віраж сприймає частину відцентрової сили, що діє на транспортний засіб, який рухається по кривій у плані. Віраж збільшує стійкість транспортного засобу при русі по кривих і підвищує безпеку руху при цих же швидкостях, що і без віражу, або дозволяє збільшити швидкість руху при цьому ж рівні безпеки. На прямих ділянках дорога також має двосторонній (рідше — односторонній) поперечний похил (зазвичай від 2 % до 2,5 %) для забезпечення зливового водовідведення, але він не вважається віражем.
Одиниця вимірювання — проценти (%) або проміле (‰). Величина віражу залежить від радіусу повороту та розрахункової швидкості руху і зазвичай обмежується 6 % або 60 ‰ (в окремих випадках — 10 % або 100 ‰).
У міських умовах віражі можуть не влаштовуватися, але на міжміських дорогах вони є обов'язковими елементами на горизонтальних кривих. Нормативні документи регламентують величини віражів для різних швидкостей руху та радіусів заокруглень. Віраж, в якому зовнішня смуга руху має такий же похил, як і внутрішня (2 % або 2,5 %), називається «зворотній гребінь» (англ. reverse crown - RC).